# Deudorix megakeles
Deudorix megakeles är en fjärilsart som beskrevs av Hans Fruhstorfer 1912. Deudorix megakeles ingår i släktet Deudorix och familjen juvelvingar. Inga underarter finns listade i Catalogue of Life.